# Konflikt o Wyspy Senkaku
Konflikt o wyspy Senkaku – spór graniczny między Japonią a Chińską Republiką Ludową o Wyspy Senkaku na Morzu Wschodniochińskim. Sięga lat 60. XX wieku, a w 2013 uległ zaognieniu w związku z prawdopodobieństwem istnienia w tamtych rejonach złóż ropy naftowej i sprzedażą wysp przez prywatnych właścicieli rządowi japońskiemu.

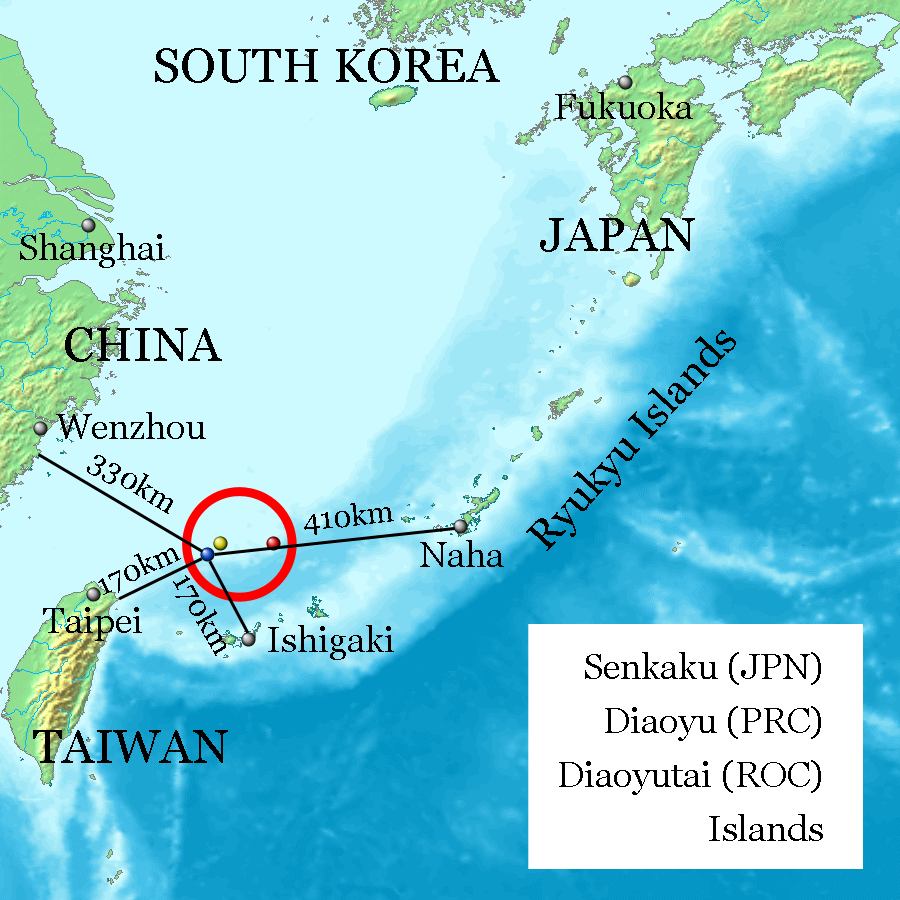
Lokalizacja wysp Senkaku

## Tło
Spór trwa od 1970 roku, gdy rząd ChRL i władze tajwańskie zaczęły wysnuwać tezy o swojej zwierzchności nad Senkaku, co miało miejsce po badaniach przeprowadzonych przez Organizację Narodów Zjednoczonych jesienią 1968 roku. Wskazywały one na możliwość istnienia zasobów ropy naftowej na Morzu Wschodniochińskim, w obszarze wysp Senkaku. Wyspy mają również znaczenie nawigacyjne. Mają także znaczenie wojskowe dla Chińskiej Republiki Ludowej, jako znajdujące się pomiędzy amerykańską bazą na Okinawie a Tajwanem.

## Przynależność wysp
Według Chin, wyspy zostały odkryte przez chińskich żeglarzy w 1372 roku i następnie znajdowały się pod władzą cesarza. Japonia natomiast inkorporowała wyspy w 1895 roku po czym włączyła do prefektury Okinawa. Po klęsce Japonii w II wojnie światowej unieważniono wprawdzie cesje terytorialne wymuszone zbrojnie przez Japonię na Chinach w traktacie w Shimonoseki kończącym wojnę chińsko-japońską, lecz według Japonii wyspy zostały objęte jako ziemia niczyja, a sam traktat z Shimonoseki nie wymieniał ich wprost, mówiąc o przejęciu wyspy Tajwan „z przynależnymi wyspami”. Po II wojnie światowej administrację nad wyspami Riukiu z Okinawą objęły Stany Zjednoczone Ameryki zgodnie z traktatem pokojowym z San Francisco z 1951 roku. Wyspy zostały umieszczone pod administracją USA jako część Nansei Shoto Islands.
Wraz z wejściem w życie w 1972 r. umowy między Japonią i Stanami Zjednoczonymi dotyczącej zwrotu wysp Riukiu i Daito (the Okinawa Reversion Agrement), administracyjne prawo do wysp Senkaku zostało przywrócone Japonii. Zostało to jasno wyrażone w oświadczeniu wydanym przez sekretarza stanu Johna Fostera Dullesa na Konferencji Pokojowej w San Francisco i we wspólnym komunikacie japońskiego premiera Nobusuke Kishi i prezydenta USA Eisenhowera.
W 1896 roku wyspy wydzierżawił od rządu Japonii Tatsushirō Koga. W latach 70. XX wieku syn Tatsushirō Kogi – Zenji Koga oraz jego żona Hanako sprzedali cztery wyspy rodzinie Kurihama z prefektury Saitama. Kunioki Kurihara posiadał Uotsuri, Kita-Kojima i Minami-Kojima.

## Strony konfliktu

### Sytuacja wewnętrzna Japonii
16 grudnia 2012 roku w Japonii odbyły się przedterminowe wybory do niższej izby parlamentu. Poprzedzone były widoczną rywalizacją na scenie politycznej Japonii. Prawicowi i konserwatywni politycy wykorzystywali spór o wyspy Senkaku jako narzędzie gry w polityce wewnętrznej, oskarżając ówczesny rząd o nieprawidłowości w prowadzeniu polityki zagranicznej i gospodarczej. Mimo wysiłków władz Japonii, starających się podkreślić swoje dobre intencje, nie udało się uniknąć zadrażnień z Chińczykami.

### Stanowisko rządu Japonii w sprawie wysp
Nie ma wątpliwości, że wyspy Senkaku są wyraźnie nieodłączną częścią terytorium Japonii w świetle faktów historycznych i na podstawie prawa międzynarodowego. Japonia utrzymuje, że wyspy zostały włączone do prefektury Okinawa po przeprowadzeniu gruntownych badań w 1885, podczas gdy dokonano ustaleń, że wyspy te nie tylko były niezamieszkane, ale również nie wykazano śladów poddania ich kontroli jakiegokolwiek państwa, w tym Chin. Żaden z argumentów, które wysuwał chiński rząd lub władze tajwańskie, ponoć przedstawiany jako przyczyny historyczne, geograficzne i geologiczne (Chiny utrzymują, że w przeszłości były właścicielem Senkaku, na podstawie wielu dokumentów historycznych i map istniejących w Chinach), nie jest ważnym dowodem w sprawie. Zgodnie z prawem międzynarodowym, na przykład odkrycie wyspy lub bliskość geograficzna nie stają się wystarczającą przyczyną aneksji terytorialnej. Jednak zawartość tych dokumentów stanowi niewystarczający dowód w sprawie potwierdzenia stanowiska Chin.

### Sytuacja wewnętrzna Chin
Chiny stają się mocarstwem gospodarczym, jak również chcą osiągnąć status potęgi militarnej i politycznej, dlatego też czują się znacznie mocniejsze i są w stanie reagować na wszelkie problemy bardziej zdecydowanie.
W marcu 2013 miało dojść do zmian formalnych na stanowisku prezydenta i premiera Chin, w związku z czym temperatura na chińskiej scenie politycznej zdecydowanie się podniosła. Ówcześni i nadchodzący liderzy pragnęli ukazać swoje wysiłki co do obrony najważniejszych interesów narodowych.

### Stanowisko rządu Chin w sprawie wysp
Chiński rząd twierdzi, że wyspy Senkaku nie były terra nullius, jak twierdzi Japonia, ale że były nieodłączną częścią terytorium Chin od czasów starożytnych, że zostały odkryte, nazwane i wykorzystywane przez obywateli chińskich zanim ktokolwiek inny tam trafił. Co więcej, według dokumentów historycznych, mieli tam żyć chińscy rybacy, którzy zajmowali się połowem i innymi produktywnymi działaniami w tym obszarze, a także ludzie wzdłuż wybrzeża południowo-wschodnich Chin używający wyspy Uotsuri jako latarni nawigacyjnej. Również twierdzi się, że w czasach dynastii Ming wyspy zostały już odkryte i uznane przez wysłanników cesarskich Chin za przynależne do Tajwanu, który był wliczony w strefie morskiej Chin jako punkt obronny.

### Kwestia Tajwanu
Tajwan (Republika Chińska) uznawany jest za stronę konfliktu, ale nie jest uznawany za państwo. Mimo to, Tajwan uważa się za prawowite państwo chińskie, mające prawo do spornych wysp. Prezydent Tajwanu Ma Ying-jeou wysunął propozycję pięciopunktowej inicjatywy pokojowej na Morzu Wschodniochińskim, która nie spotkała się z pozytywnym odzewem zarówno ze strony Chin, jak i Japonii.

## Przebieg konfliktu

### Wczesne spory
W 1955 roku żołnierze Tajwanu stacjonowali przez pewien czas na wyspach i ostrzelali japoński statek rybacki. Po zwrocie wysp Riukiu Japonii przez USA, we wrześniu 1972 roku aktywiści z Tajwanu lądowali na wyspach i podnieśli tam flagi Republiki Chin.
W 1972 roku również Japonia podpisała z Chińską Republiką Ludową wspólny komunikat, na mocy którego uznała ChRL, lecz oba państwa dla uniknięcia zadrażnień nie odniosły się w nim do wysp Senkaku. W kwietniu 1978 roku ChRL skierowała w rejon wysp około 80 statków rybackich, część z bronią maszynową. Mimo to, w tym samym roku oba państwa podpisały Traktat o Pokoju i Przyjaźni, ponownie nie regulując kwestii przynależności wysp. W 1992 roku oba państwa wydały deklaracje o rozciągnięciu w oparciu o wyspy swoich wyłącznych stref ekonomicznych.
14 lipca 1996 roku członkowie organizacji nacjonalistycznej Młoda Japonia wylądowali na wyspach i wznieśli tam niewielką latarnię morską, co wywołało protesty w obu państwach chińskich i incydenty z udziałem aktywistów przypływających statkami. 7 października 1996 roku grupa aktywistów chińskich wylądowała na wyspie Uotsuri i podniosła flagi obu państw chińskich, co wywołało protest Japonii. Japonia jednak nie włączyła wzniesionych prywatnie świateł do swojego systemu oznakowania nawigacyjnego.
15 stycznia 2004 roku chiński kuter rybacki, podnoszący transparenty o przynależności wysp, został odgoniony strumieniem wody przez japoński patrolowiec. Podobne wydarzenia w rejonie wysp powtarzały się, a od 2006 roku liczba incydentów zwiększyła się; dochodziło też do agresywnych manewrów samolotów wojskowych. 10 czerwca 2008 roku z kolei tajwański kuter wędkarski „Lien Ho” wykonujący agresywne manewry zatonął w kolizji z japońskim kutrem Straży Wybrzeża, bez ofiar, co sprowokowało kolejne demonstracje z udziałem jednostek Straży Granicznej Tajwanu, aż do przeprosin Japonii 20 czerwca. 7 września 2009 roku chiński trawler łowiący w rejonie wysp odmówił podporządkowania się i zderzył się z dwoma japońskimi patrolowcami Straży Wybrzeża, po czym jego szyper został aresztowany. Wywołało to dalsze demonstracje jednostek patrolowych wszystkich trzech państw wokół wysp.

### Zaognienie sporu
Informacja z kwietnia 2012 roku o planach gubernatora Tokio Shintarō Ishihary co do zakupu trzech spornych wysp z rąk prywatnych wywołała falę niepokoju zarówno wśród Chińczyków, jak i Japończyków. Gubernator uważany jest za postać mocno kontrowersyjną, często wypowiadającą się w mocno antychiński sposób. Jeżeli transakcja doszłaby do skutku, mogłaby zdecydowanie zagrozić pozycji międzynarodowej Japonii. Rząd centralny na początku odnosił się neutralnie co do zaistniałej sytuacji, ale Chiny i Tajwan podniosły zdecydowany sprzeciw.

### Protesty
W połowie sierpnia na wyspy przypłynęli przedstawiciele Komitetu Akcji na rzecz Obrony Wysp Diaoyu z Hongkongu. Ich celem był protest przeciw wykupowi wysp przez Ishiharę. Zostali oni jednak wykryci i otoczeni przez japońskie jednostki ochrony wybrzeża. Pomimo tego, kilku z nich udało się dopłynąć do wysp wpław. Trzy dni później przybyli tam również japońscy aktywiści z flagami, wśród których pojawili się także politycy.

### Zakup wysp przez Japonię
W odpowiedzi na deklarację Ishihary rząd Japonii postanowił sam wykupić wyspy. Miało to na celu utrzymanie spokoju i stabilności wokół wysp Senkaku, a także chciano w ten sposób uspokoić Pekin, że wyspy nie dostaną się w ręce ekstremisty, nie będą wykorzystywane do celów wojskowych, a transfer nie jest niczym więcej niż powrotem własności od osoby prywatnej do rządu. 8 września właściciel wyspy podjął decyzję co do sprzedaży wysp, wybór padł na rząd Japonii.

### Reakcja Chin

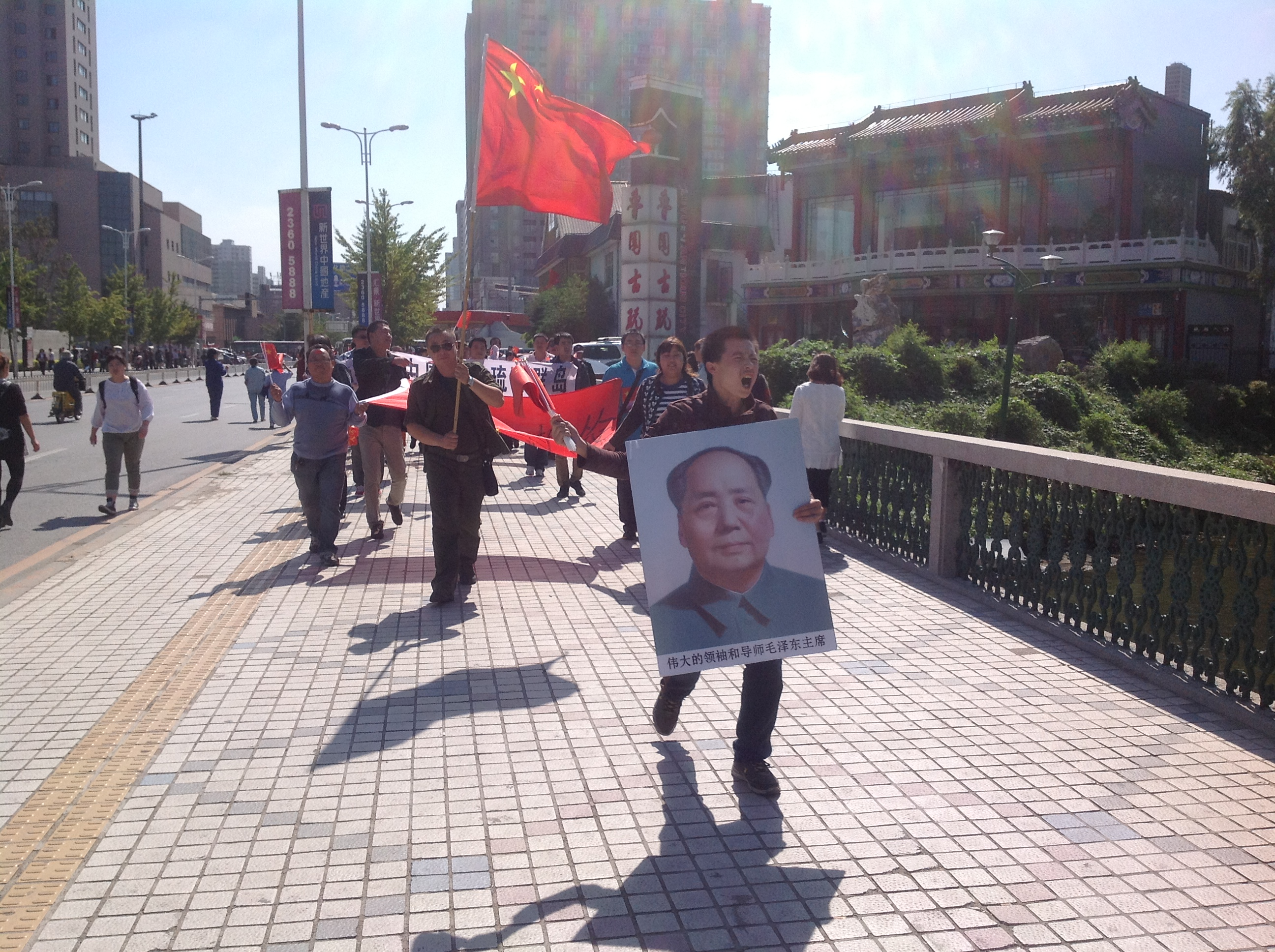
Anty–japońskie demonstracje w Shenyang w Chińskiej Republice Ludowej

W Chińskiej Republice Ludowej i Republice Chińskiej doszło do gwałtownych demonstracji antyjapońskich, które odbyły się w różnych częściach kraju. Rzucano kamieniami i gruzem w japońskich wysłanników dyplomatycznych, fizycznie raniono japońskich obywateli, używano ognia. Japonia głosiła, że niezależnie od powodów, akty przemocy nie mogą być tolerowane, a wszelkie niezadowolenie wynikające z różnicy poglądów musi być wyrażane w sposób pokojowy. Tokio wezwało rząd chiński do zapewnienia bezpieczeństwa japońskim obywatelom i interesom oraz do zrekompensowania szkód.

### Sytuacja w 2013
W styczniu 2013 Chiny ogłosiły chęć przeprowadzenia badań geograficznych na wyspach, które mają być częścią programu sporządzania map chińskich wysp. Celem programu jest ochrona ich morskich praw i interesów.
W lutym trzy chińskie jednostki zbliżyły się na odległość 12 mil morskich do wysp. Shinzō Abe premier Japonii określił to zdarzenie mianem „prowokacji”. Wcześniej, zgodnie ze źródłami japońskimi, chińskie jednostki namierzały japońskie patrolowce przy użyciu radarów wykorzystywanych do obsługi pocisków samonaprowadzających.
10 kwietnia Japonia i Tajwan podpisały umowę bilateralną o określeniu praw połowowych na Morzu Wschodniochińskim.
W kwietniu premier Japonii Shinzō Abe zagroził użyciem siły, w razie gdyby chińskie okręty ponownie pojawiły w okolicy wysp.
27 maja podczas wizyty premiera Indii Manmohana Singha w Japonii państwa podjęły decyzję o stworzeniu „przewagi strategicznej” wobec Chin, osobno nie mając wystarczających środków na uregulowanie kwestii spornych.
6 grudnia 2013 roku japoński parlament wydał rezolucję potępiającą praktykę ustanawiania Strefy Identyfikacji Obrony Powietrznej przez Chiny nad spornym obszarem. Następnego dnia Chiński Komitet Spraw Zagranicznych potępił ową rezolucję.